# Moissieu-sur-Dolon
 Moissieu-sur-Dolon  es una población y comuna francesa, en la región de Ródano-Alpes, departamento de Isère, en el distrito de Vienne y cantón de Beaurepaire.

## Demografía
| 387 | 372 | 369 | 407 | 481 | 500 |
| Para los censos de 1962 a 1999 la población legal corresponde a la población sin duplicidades (Fuente: INSEE [Consultar]) |     |     |     |     |     |